# Międzynarodowa Ekspedycja Geologiczna w Mongolii

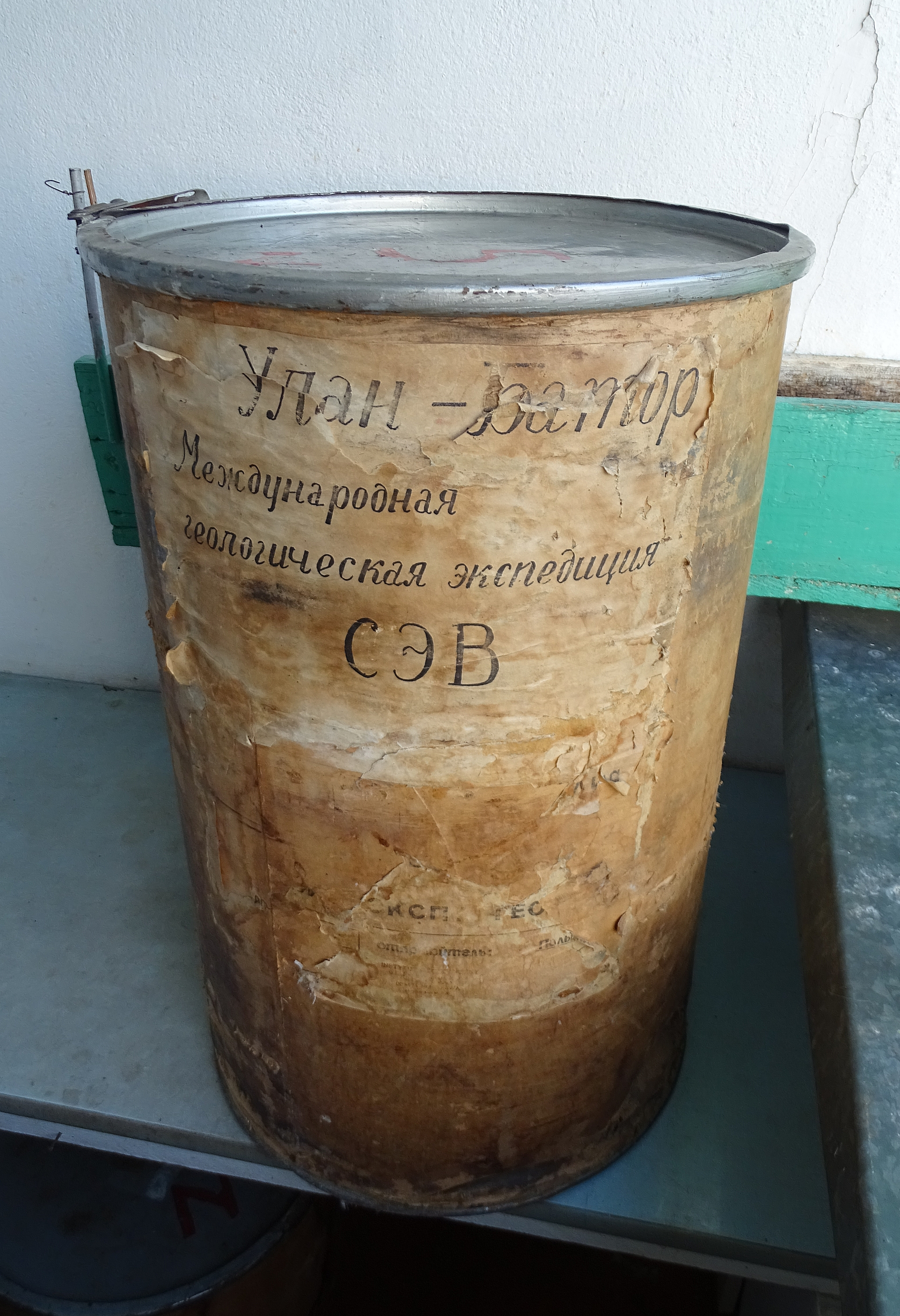
Pojemnik transportowy Międzynarodowej Ekspedycji Geologicznej w Mongolii, napis po rosyjsku.

Międzynarodowa Ekspedycja Geologiczna w Mongolii – wieloletnia ekspedycja wysłana w II połowie XX wieku do Mongolii przez kraje Rady Wzajemnej Pomocy Gospodarczej celem poszukiwania i dokumentowania złóż surowców mineralnych.
W roku 1975 RWPG uchwaliła na prośbę Mongolii ustanowienie ekspedycji geologicznej do Mongolii, w której brały udział głównie Bułgaria, Czechosłowacja, Mongolia, Polska, Węgry oraz Związek Radziecki. Kraje te organizowały na swój koszt grupy geologiczne, a czasami także i geofizyczne oraz wiertnicze. W początkowym etapie działania ekspedycji uczestniczyła w niej także Rumunia. NRD dostarczyła fachowców mechaników, jednak swojej grupy geologicznej nie posiadała, a Kuba przysłała pojedynczych specjalistów. Badania geologiczne i towarzyszące zaczęły się w roku 1976 i trwały aż do rozwiązania ekspedycji w 1990. Podstawowe badania prowadzono w Mongolii wschodniej (Chentej) i południowej (Gobi).
Efektem prac ekspedycji były liczne artykuły naukowe, wykonanie przeszło 40 arkuszy mapy geologicznej w skali 1:50 000, wytypowanie ponad 20 obszarów perspektywicznych złożowo oraz odkrycie i udokumentowanie trzech złóż, które później były pozyskiwane gospodarczo (srebra, molibdenowo–wolframowego i fluorytowego).